# Феррерс, Уильям, 7-й барон Феррерс из Чартли
Уильям де Феррерс (англ. William de Ferrers; приблизительно 1412 — 9 июня 1450) — английский аристократ, 7-й барон Феррерс из Чартли с 1435 года. Старший сын Эдмунда де Феррерса, 6-го барона Феррерса из Чартли, и его жены Хелен де ла Рош. Унаследовал семейные владения и баронский титул после смерти отца. Был женат на Элизабет Билкнэп, дочери Хамона Билкнэпа и Джоан Ботелер. В этом браке родилась дочь Анна, которая считается 8-й баронессой Феррерс из Чартли в своём праве (suo jure). Она стала женой Уолтера Деверё, получившего в 1461 году титул барона Феррерса из Чартли. Владения этой ветви Феррерсов после смерти барона Уильяма были разделены между его дочерью и младшим братом Эдмундом.